# Obdam (miasto)
Obdam – miasto w północnej Holandii, w prowincji Holandia Północna, w gminie Koggenland. Do 1 stycznia 2007 roku było siedzibą gminy o tej samej nazwie. W 2008 roku miasto zamieszkiwało ok. 4,7 tys. mieszkańców.
W miejscowości znajduje się stacja kolejowa Obdam.